# Đại hội Giới trẻ Thế giới 2013
Đại hội Giới trẻ Thế giới 2013 (thường được viết cách điệu là Rio2013) là kỳ Đại hội Giới trẻ Thế giới lần thứ 14. Đây là một sự kiện quốc tế lớn của Giáo hội Công giáo Rôma tổ chức cho giới trẻ Công giáo để củng cố đức tin của họ. Thành phố chủ nhà của kỳ đại hội này là Rio de Janeiro của Brasil. Các sự kiện chính của nó được tổ chức từ ngày 23 tháng 7 đến 28 tháng 7 năm 2013.
Đây là lần thứ hai một quốc gia Mỹ Latinh đăng tổ chức Đại hội Giới trẻ Thế giới (lần đầu tiên là vào năm 1987 ở Buenos Aires của Argentina) và là lần thứ ba được tổ chức ở một quốc gia nam bán cầu. Ngoài ra, đây cũng là kỳ đại hội đầu tiên do Giáo hoàng Phanxicô chủ sự.